# بتامپونا (مارولامبو)
بتامپونا (به لاتین: Betampona) یک منطقهٔ مسکونی در ماداگاسکار است که در آتسینانانا واقع شده‌است. بتامپونا ۱۳٬۴۶۶ نفر جمعیت دارد.